# 149-я стрелковая бригада
149-я отдельная стрелковая бригада (149-я осбр) — воинская часть РККА СССР периода Великой Отечественной войны. 149-я осбр участвовала в Сталинградской битве, где прославилась в составе Группы полковника Горохова, составив вместе со 124-й отдельной стрелковой бригадой ядро группы. В апреле 1943 года 149-я осбр была обращена на формирование 92-й гвардейской стрелковой дивизии. Самым известным командиром бригады является подполковник Василий Александрович Болвинов, который командовал бригадой с момента её создания и до своей гибели 2 ноября 1942 года.

## История

### В составе действующей армии
- 13 мая 1942 года — 5 февраля 1943 года;
- 26 марта 1943 года — 23 апреля 1943 года[1].

### Формирование бригады
149-я отдельная стрелковая бригада создана в соответствии с постановлением ГКО № 935сс от 22 ноября 1941 года и приказом войскам СибВО № 0093 от 8 декабря 1941 года. Формирование проходило в разных населённых пунктах с центром в селе Асино нынешней Томской области. Личный состав бригады формировался из лиц призывного возраста проживавших в Асино, Томске, Анжеро-Судженске, Новосибирске и других населённых пунктов Сибири, а также фронтовиков завершавших лечение в местных госпиталях. Например, из Анжеро-Судженска было призвано 138 человек: 73 мужчины и 65 женщин. Всего к концу формирования бригады она насчитывала около 5500 бойцов и офицеров, из которых к концу Сталинградской битвы в строю осталось 111 человек. Командный состав бригады в значительной мере состоял из курсантов Барнаульского пехотного училища и других военных училищ Сибирского военного округа. Командиром бригады был назначен майор В. А. Болвинов, который до этого командовал курсантским батальоном в Новосибирском военно-пехотном училище. Начальником штаба стал майор Николай Дмитриевич Кочмарёв, погибший 3 ноября 1942 года в Сталинграде.
1 мая 1942 года 149-я осбр встретила в городе Орехово-Зуево. С 18 мая по 18 августа бригада была в составе Московской зоны обороны. Перед отправкой на фронт на городском стадионе бригаде было вручено боевое знамя. 28 августа 1942 года на станции Кочевая эшелоны 149-й осбр и 42-й сбр попали под бомбёжку. В результате бомбардировки погибло 36 человек из 149-й осбр и 58 из 42-й сбр. Погибшие были похоронены в засохшем колодце и в воронках возле железнодорожной насыпи. Сейчас на месте бывшего колодца стоит памятник.

### Участие в боевых действиях

#### Первый бой
31 августа подполковник В. А. Болвинов повёл 149-ю отдельную стрелковую бригаду в первый бой: бригада была включена в группу Горохова и вместе с 124-й осбр, 282-м стрелковым полком внутренних войск НКВД 10-й стрелковой дивизии НКВД, 32-м батальоном морской пехоты и отрядами народного ополчения перешла в наступление на части 16-й танковой дивизии вермахта. Болвиновцы наступали силами 2, 3 и 4-го отдельных стрелковых батальонов (осб) при поддержке артиллерийского и миномётного дивизионов бригады. Для усиления бригаде были приданы: 8-й истребительно-противотанковый дивизион (в составе 193-х человек), 28-й отряд собак-истребителей танков (СИТ) (в составе 31-го человека), три танковых роты 99-й танковой бригады (8 танков и 90 человек) и 32-й отдельный батальон моряков Волжской военной флотилии. Главным успехом дня был захват батальонами 149-й осбр южных склонов высоты 101,3 и северных склонов высоты 135,4, которые удерживались до 18 сентября 1942 года. С этого дня 149-я и 124-я отдельные стрелковые бригады составляли боевое ядро группы полковника Горохова и совместно обороняли северную часть Сталинграда до января 1943 года.

#### Бои в сентябре
В начале сентября наступило относительное затишье. В это время в бригаде Болвинова развернулось снайперское движение. Например, командир взвода 3-го осб лейтенант В. И. Шумилин за несколько дней застрелил 27 немцев. Всего до сентябрьской активизации боевых действий снайперы 149-й осбр уничтожили больше 500 солдат и офицеров противника. 11 сентября в 149-й осбр был сформирован сводный батальон под командованием старшего лейтенанта Ф. С. Кильдишева, который несколько суток вёл бой в районе Александровка — Городище. После двух суток боя в окружении, получив приказ, остатки батальона прорвались к своим. Потери сводного батальона были большие: например, из взвода ПТР в расположение бригады вернулось только 2 человека.
На 11 сентября 1942 года численность и вооружение 149-й осбр были следующие:
|            | Люди      | Лошади | Винтовки | ППШ     | Ручные пулемёты | Станковые пулемёты | Миномёты | Орудия | ПТР    |
| ---------- | --------- | ------ | -------- | ------- | --------------- | ------------------ | -------- | ------ | ------ |
| 149-я осбр | 4125 чел. | 630    | 3472 шт. | 590 шт. | 115 шт.         | 29 шт.             | 51 шт.   | 23 шт. | 78 шт. |

На 14 сентября в 149-й осбр числилось 5 танков Т-70.
Численный состав 149-й осбр во время Сталинградской битвы:
|            | 11 сентября | 25 сентября | 1 октября | 5 октября | 16 октября |
| ---------- | ----------- | ----------- | --------- | --------- | ---------- |
| 149-я осбр | 4125 чел.   | 3119 чел.   | 3138 чел. | 2556 чел. | 100 чел.   |

14 сентября по приказу штаба 62-й армии был сформирован сводный батальон из резервных подразделений 149-й и 124-й отдельных стрелковых бригад. Батальон был выдвинут на рубеж южнее высоты 102,0 (Мамаев курган) по линии оврага Банный, в распоряжение генерал-майора Н. М. Пожарского. Батальон состоял из стрелковой роты с пулемётным взводом и взводом ПТР 124-й осбр и одной стрелковой роты с пулемётным взводом и взводом ПТР 149-й осбр. В результате откомандирования сводного батальона группа полковника Горохова осталась практически без резерва. Сводный батальон вернулся в расположение группы Горохова только 24 сентября в составе всего 60 человек.
17 сентября группе полковника Горохова поставили задачу сформировать ударный отряд и провести наступление навстречу 99-й дивизии 66-й армии, которая с 5 сентября вела наступательные действия против северного крыла 16-й танковой дивизии вермахта с целью прорваться с севера к Сталинграду и соединиться с 62-й армией. Ударную группу составили подразделения 149-й и 124-й осбр, 32-й отдельный батальон отряда морской пехоты Волжской военной флотилии и 282-й стрелковый полк НКВД. 18 сентября ударная группа, продвинувшись на 700—800 метров, достигла северо-восточных скатов высоты 101,3 и северо-западных скатов высоты 135,4. 19 сентября было менее успешным. Мотострелки 16-й танковой дивизии вермахта провели контратаки с участием 15 танков. Несмотря на это 2-й батальон 149-й осбр смог пройти вперёд ещё на 100—300 метров. В течение дня был подбит 1 танк противника и 1 подожжён.
Впоследствии генерал-лейтенант С. Ф. Горохов довольно низко оценил наступательные планы командования 62-й армии: «Считали немцев глупее нас, но, как показала жизнь, все это была напрасная трата сил и средств. Пустая затея, без серьёзной подготовки с севера». Начальник штаба 62-й армии Н. С. Крылов после войны отмечал: «Предположения, что действия советских войск севернее города вынудят противника оттянуть какие-то силы из-под Сталинграда, в тот раз, к сожалению, не оправдались…»

#### Бои в октябре
В конце сентября — начале октября 1942 года немцы провели успешное наступление на Орловский выступ. Рота 149-й осбр под командованием лейтенанта Л. А. Позднякова обороняла высоту 97,7. 2 октября противник в течение суток атаковал позиции роты. Лейтенант Поздняков был ранен, заменивший его лейтенант М. Ф. Макаренко был убит, командование ротой принял сержант Гулеватый. На смену погибшего командира роты прибыл начальник штаба 4-го осб старший лейтенант М. П. Медведев, который погиб пытаясь подбить вражеский танк гранатой. Противник, потеряв на склонах убитыми и ранеными более двух батальонов, занял высоту после гибели всей роты.
В результате отступления соседних частей 149-я отдельная стрелковая бригада к 4 октября, теснимая противником, отошла от совхоза «Тракторный» на юго-западную окраину Спартаковки, прикрыв фланг 124-й осбр в районе плантаций ОРСа Тракторного завода. 7 октября противник предпринял последнее наступление с юга на рабочий посёлок СТЗ, а с 8 до 14 октября проводил перегруппировку сил для нового штурма города.
14 октября противник начал очередной штурм Сталинграда намереваясь захватить заводские районы севернее Мамаева кургана. Наступление длилось до 18 октября и отличалось особенным ожесточением. В районе посёлков тракторного завода основной удар пришёлся на 149-ю и 124-ю осбр. В течение двух суток вёл бой отдельный истребительный противотанковый дивизион (оиптд) под командованием капитана Василия Васильевича Митрофанова. Противник окружил наблюдательный пункт дивизиона и капитан Митрофанов погиб 15 октября, вызвав огонь на себя.
Однако среди воинов 149-й отдельной стрелковой бригады были не только герои. Среди дрогнувших оказался командир взвода ПТР 149-й осбр младший политрук Шилкин, который дал такие показания: «Я признаюсь в том, что дезертировал с поля боя, оставив бойцов на линии обороны. Дезертировал потому, что не был уверен в силе сопротивления бойцов своего взвода. Мне казалось, что красноармейцы не выдержат напора немцев и побегут, но оказалось по-иному — красноармейцы защищались, а я струсил и сбежал с поля боя».
В условиях тяжёлых оборонительных боёв резко осложнилось материально-техническое обеспечение 149-й осбр и всей группы Горохова. Вот, что написал в письме к жене воевавший в бригаде красноармеец Абросимов: «…Я нахожусь на волоске от смерти. Сегодня, 15 октября, все кишки перевернуло и сильно рвало. Вся причина в этом — проклятые галушки, да каша из пшеницы. Лучше быть голодным, но не есть эту пищу. Вдобавок к этому стали давать муку, вот и представь себе, что мы кушаем…». В сводке Генерального штаба РККА от 17 октября отмечается, что части северной группы ведут бой в окружении и при остром недостатке боеприпасов. Были приняты меры для организации доставки припасов обороняющимся.
15 октября бригада Болвинова была отрезана противником от остальных сил 62-й армии. 16 октября болвиновцы стали выходить в район посёлка Спартаковка. По докладу полковника С. Ф. Горохова к исходу 16 октября в 149-й осбр осталось лишь 100 человек. Генерал-майор С. Ф. Горохов после войны вспоминал: «Позже всех покинул завод Болвинов. Болвинов со штабом пришёл к нам с Тракторного завода… растерзанный. Он позже всех явился ко мне в землянку… Я приводил его в нормальный вид… После этого поручили ему привести в порядок бригаду, отдав ему большую часть отходящих к нам подразделений и одиночных солдат.» В результате пережитого у Василия Александровича Болвинова произошёл психологический срыв. Сергей Фёдорович Горохов писал об этом в воспоминаниях: «Он снова стал пить и драться. Не только с немцами. Но и застрелил нашего контуженого товарища. …Я бы его отдал под суд за это дело, если бы смерть не избавила его от этого».
В ночь с 17 на 18 октября вокруг остатков 149-й осбр была создана линия обороны по реке Мокрая Мечётка фронтом на юг, на Тракторный завод. К утру подполковником А. А. Болвиновым была создана устойчивая оборона. 19 октября для поддержания боеспособности 149-й осбр в её состав были влиты остатки 112-й стрелковой дивизии: 120 человек из стрелковых подразделений и 200 из артдивизиона. 22—24 октября бои в районе посёлка Спартаковка развернулись с новой силой. Для лучшего управления на эти дни была сформирована «группа Болвинова», в которую вошли 149-я осбр и 1-й отдельный стрелковый батальон 124-й осбр. Задача группы была сформулирована так: «захватить потерянную юго-западную окраину Спартаковки до огородов». К 8 утра 23 октября группа Болвинова очистила три квартала и вышла к огородам, выполнив поставленную задачу. Однако 24 октября противник при поддержке танков перешёл в наступление и выбил советские подразделения с занятых позиций и значительно продвинулся вперёд. К 20:00 советские части «были потеснены на новые позиции, оставив и то, что занимали раньше». Именно в этот день полковник С. Ф. Горохова послал радиограмму: «Потери большие. Сил нет. Положение безвыходное». 27 октября с левой стороны Волги смогло переправиться пополнение в количестве 89 человек, которое было направлено подполковнику В. А. Болвинову.
Октябрьские потери 149-й отдельной стрелковой бригады были столь велики, что обсуждалась возможность расформирования бригады. Но решительные действия подполковника В. А. Болвинова в сложившейся критической ситуации послужили важным доводом к сохранению бригады, как самостоятельной боевой единицы.

#### Бои в ноябре
2 ноября авиация противника провела интенсивную бомбардировку, которая длилась 10 часов. Бомбардировка началась в 7:00 после артобстрела. Общие потери были небольшие, но в 149-й отдельной стрелковой бригаде прямым попаданием бомбы в блиндаж был выведен из строя почти весь штаб бригады, среди погибших оказался командир бригады подполковник В. А. Болвинов. Во избежание потери управления в бою полковник С. Ф. Горохов назначил временным командиром 149-й осбр своего заместителя майора К. Ф. Зеленина. В 17:00 немцы перешли в наступление. Несмотря на прорыв первой советской траншеи, противник закрепиться не смог, и атака была отбита. В ночь на 3 ноября в 149-ю отдельную стрелковую бригаду из фронтового резерва прибыл майор Иван Дмитриевич Дурнев, назначенный новым командиром бригады.
В начале ноября разведчики группы Горохова «потеряли» 16-ю танковую дивизию вермахта. Штаб 62-й армии решил воспользоваться мнимым ослаблением сил противника на Северном участке обороны. Части 16-й танковой дивизии в это время получали зимнее снаряжение в верховьях Сухой Мечётки. Не зная этого, командование фронтом 10 ноября поставило группе Горохова наступательные задачи: 11 ноября наступать из Спартаковки через Мокрую Мечётку в район кирпичного завода. Для выполнения данной задачи 149-я осбр была усилена стрелковой ротой (200 человек) 1051-го стрелкового полка 300-й стрелковой дивизии. Предложение выполнить поставленную задачу в два этапа Чуйков в категорической форме отверг и потребовал выполнять приказ фронта в один рывок. Вот как оценил эту попытку наступать В. А. Греков: «Как и следовало ожидать … операция проведена плохо, с большими для нас потерями. Задача не была выполнена…»
16 — 17 ноября противник препринял последнее наступление со стороны Латошинки на Рыно́к силами 16-й танковой дивизии. Несмотря на первоначальный успех гитлеровцев, 124-я и 149-я осбр отбили атаки и не оставили занимаемых позиций.
24 ноября, после 38 дней боёв в изоляции от основных сил, группа Горохова соединилась с 99-й стрелковой дивизией 66-й армии, которая наступала с севера. С этого момента 149-я осбр, формально входя в 62-ю армию, стала действовать в интересах 66-й армии.

#### Дальнейшая судьба бригады
В конце ноября — декабре 149-я осбр освободила Спартаковку и пыталась наступать на высоту 64,7. Однако, силы бригады были истощены, а противника поддерживал мощный артиллерийский резерв, что не позволило воинам бригады добиться успеха.
С 3 января 1943 года 149-я отдельная стрелковая бригада была официально переподчинена 66-й армии, а с убытием 6 января 124-й осбр на другой участок фронта, группа полковника Горохова прекратила своё существование. 149-я отдельная стрелковая бригада до конца Сталинградской битвы занимала участок обороны по северному берегу Мокрой Мечётки в Спартаковке.
За умелое командование 149-й отдельной стрелковой бригадой во время ноябрьских оборонительных боёв и во время окружения и уничтожения 6-й армии вермахта командир бригады майор И. Д. Дурнев был награждён орденом Красного знамени.

### После Сталинградской битвы
После разгрома гитлеровских войск под Сталинградом 149-я осбр входила в состав Сталинградской группы войск, а затем Юго-Западного фронта.
В апреле 1943 года 149-я отдельная стрелковая бригада совместно с 12-й гвардейской стрелковой бригадой послужили ядром вновь формируемой 92-й гвардейской стрелковой дивизии.

## Состав бригады
- управление бригады;
- четыре отдельных стрелковых батальона;
- отдельный миномётный дивизион;
- отдельный миномётный батальон;
- отдельный батальон связи;
- отдельный артиллерийский дивизион;
- отдельный истребительно-противотанковый дивизион 45-мм противотанковых пушек[10].

## Подчинение бригады
| Период   | Фронт (округ)        | Армия  | Корпус | Примечания                         |
| -------- | -------------------- | ------ | ------ | ---------------------------------- |
| 01.01.42 | СибВО                |        |        |                                    |
| 01.02.42 | СибВО                |        |        |                                    |
| 01.03.42 | СибВО                |        |        |                                    |
| 01.04.42 | СибВО                |        |        |                                    |
| 01.05.42 | РВГК                 |        |        |                                    |
| 01.06.42 | МЗО                  |        |        |                                    |
| 01.07.42 | МЗО                  |        |        |                                    |
| 01.08.42 | МЗО                  |        |        |                                    |
| 01.09.42 | Сталинградский фронт | 62-я А |        |                                    |
| 01.10.42 | Сталинградский фронт | 62-я А |        |                                    |
| 01.11.42 | Сталинградский фронт | 62-я А |        |                                    |
| 01.12.42 | Сталинградский фронт | 62-я А |        |                                    |
| 01.01.43 | Сталинградский фронт | 62-я А |        |                                    |
| 01.02.43 | Донской фронт        | 66-я А |        |                                    |
| 01.03.43 | СталГВ               |        | 7-й ск |                                    |
| 01.04.43 | Юго-Западный фронт   |        | 7-й ск | обращена на образование 92-й гв сд |

## Герои Советского Союза
Хачин, Георгий Андреевич Герой Советского Союза (8 февраля 1943 года);

## Память
В Тракторозаводском районе города Волгограда на здании школы № 88 (улица имени Академика Богомольца, дом 15) установлена мемориальная доска со словами: «Здесь героически сражались части 62-й армии — 124-й и 149-й бригад. Август 1942 года — февраль 1943 года».
До 1995 года в устье реки Мокрая Мечётка стояла «Башня танка Т-34», которая была перенесена и сейчас расположена по адресу улица Тракторостроителей, дом 1А/2 (возле мужского педагогического лицея). На постаменте высечены слова: «Здесь в августе 1942 — январе 1943 года героически сражались 124 и 149 стрелковые бригады и другие части 62-й армии».
Мемориальной доской, открытой 2 февраля 1963 года (по адресу посёлок Спартановка, улица Грамши, дом 30), отмечено место, где сражались части 124-й и 149-й отдельных стрелковых бригад. На чугунной доске выбит текст: «Здесь героически сражались части 62-й армии — 124-й и 149-й бригад. Август 1942 г. — февраль 1943 г.»
На административном корпусе Волгоградского алюминиевого завода (улица Шкирятова, дом 21) 26 апреля 1985 года размещена гранитная памятная доска с текстом: «В августе — сентябре 1942 года здесь проходил северный рубеж обороны Сталинграда, который самоотверженно защищали, сражаясь с немецко-фашистскими захватчиками: 1077-й зенитный артиллерийский полк, 21-й и 28-й учебные танковые батальоны, 282-й стрелковый полк 10-й дивизии НКВД. Части народного ополчения и истребительные батальоны, 738-й истребительно-противотанковый артиллерийский полк, сводный батальон и корабли Волжской военной флотилии, 115, 124, 149-я отдельные стрелковые бригады, 249-й конвойный полк НКВД, 724-й стрелковый полк 315-й стрелковой дивизии, сводный стрелковый полк 196-й стрелковой дивизии, 2-я мотострелковая бригада».
На главном входе в Волгоградский тракторный завод в 1975 году была открыта гранитная плита с надписью: «Здесь на территории завода (август 1942 г. — февраль 1943 г.) героически сражались с фашистами воины 37-й гвардейской, 112-й стрелковой дивизий и 149-й отдельной стрелковой бригады».
В 1954 году в Тракторозаводском районе города Волгограда, в посёлке городского типа Забазный одна из улиц получила название улица Подполковника Болвинова.
На доме № 46 по улице Болвинова 2 февраля 1970 года была установлена мраморная доска с текстом: «Эта улица названа в память командира 149-й отдельной стрелковой бригады полковника Болвинова Василия Александровича, геройски сражавшегося в Сталинградской битве. Погиб 2 ноября 1942 года».
В посёлке при железнодорожной станции Кочевая находится братская могила, в которой захоронены погибшие при бомбёжке 28 августа воины бригады.
В Барнаульской в школе № 92 с мая 1980 года действует музей 92-й гвардейской стрелковой дивизии и 149-й отдельной стрелковой бригады.

## Комментарии
1. ↑  48°15′49″ с. ш. 46°26′01″ в. д.HGЯO
2. ↑  лейтенант Владимир Иосифович Шумилин погиб 18 сентября 1942 года
3. ↑  старший лейтенант Фёдор Семёнович Кильдишев погиб 12 октября 1942 года
4. ↑  гвардии полковник И. Д. Дурнев погиб 7 октября 1943 года и был представлен к званию Героя Советского Союза (посмертно)
5. ↑  48°49′30″ с. ш. 44°36′34″ в. д.HGЯO
6. ↑  48°49′25″ с. ш. 44°37′42″ в. д.HGЯO
7. ↑  48°48′16″ с. ш. 44°37′21″ в. д.HGЯO
8. ↑  48°49′01″ с. ш. 44°38′02″ в. д.HGЯO
9. ↑  48°49′56″ с. ш. 44°35′51″ в. д.HGЯO
10. ↑  48°48′07″ с. ш. 44°36′22″ в. д.HGЯO
11. ↑  48°49′44″ с. ш. 44°37′27″ в. д.HGЯO
12. ↑  48°49′45″ с. ш. 44°37′29″ в. д.HGЯO
13. ↑  48°15′49″ с. ш. 46°26′01″ в. д.HGЯO

### Книги
- Группа полковника С. Ф. Горохова // Сталинградская битва. Июль 1942 — февраль 1943: энциклопедия / Под ред. М. М. Загорулько. — 5-е изд., испр. и доп. — Волгоград: Издатель, 2012. — С. 162. — 800 с. — ISBN 978-5-9233-0797-9.
- Северный плацдарм // Сталинградская битва. Июль 1942 — февраль 1943: энциклопедия / Под ред. М. М. Загорулько. — 5-е изд., испр. и доп. — Волгоград: Издатель, 2012. — С. 520. — 800 с. — ISBN 978-5-9233-0797-9.
- Орловский выступ // Сталинградская битва. Июль 1942 — февраль 1943: энциклопедия / Под ред. М. М. Загорулько. — 5-е изд., испр. и доп. — Волгоград: Издатель, 2012. — С. 425—426. — 800 с. — ISBN 978-5-9233-0797-9.
- Жилин В. А., Греждев В. А., Саксонов О., Черногор В. Ю., Широков В. Л. Документы свидетельствуют // Сталинградская битва. Хроника, факты, люди. — М.: Олма-Пресс, 2002. — Т. 1. — 912 с. — (Архив). — 5000 экз. — ISBN 5-224-03664-X. — ISBN 5-224-03719-0.
- Коллектив авторов. История боевых действий 149-й стрелковой бригады Болвинова // Солдаты Победы. — Волгоград: Нижне-Волжское книжное издательство, 1988. — (Подвиг Сталинграда бессмертен).
- Жирнов С. Ю., Шило Е. А. Анжеро-Сужденцы в составе 149-й отдельной стрелковой бригады // Открытый мир. — Белово: Беловский техникум железнодорожного транспорта, 2015. — 300 с.
- Исаев А. В. Сталинград. За Волгой для нас земли нет. — М.: Эксмо, Яуза, 2008. — 448 с. — (Война и мы). — 10 000 экз. — ISBN 978-5-699-26236-6.

- Крылов Н. И.. Последние рубежи // Сталинградский рубеж / Литературная редакция Н. Н. Ланина. — М.: Воениздат, 1979. — 380 с. — (Военные мемуары). — 100 000 экз.
- Мощанский И. Б.. Рубежи славы. — М.: Вече, 2010. — 304 с. — 3000 экз. — ISBN 978-5-9533-5121-8.
- Ступов А. Д., Кокунов В. Л. Глава третья. Героическая оборона (Сентябрь — ноябрь 1942 г.) // 62-я армия в боях за Сталинград. — М.: Воениздат, 1953. — 131 с.
- Перечень № 7 Управлений бригад всех родов войск входивших в состав действующей армии в годы Великой Отечественной войны 1941—1945 гг / А. П. Покровский. — М.: Министерство обороны, 1956. — С. 25. — 131 с.
- Усик Б.Г. Народное ополчение Сталинграда: июль 1941 — февраль 1943: дис. … канд. ист. наук / научный руководитель Загорулько М. М. — Волгоград: Волгоградский государственный университет, 2007. — 207 с.

### Статьи
- Шахов А. Тракторозаводский щит Сталинграда (часть 10): Группа полковника Горохова // Правда : газета. — 2012. — 27 октября (№ 118 (29892)). Архивировано 26 декабря 2015 года.
- Шахов А. Тракторозаводский щит Сталинграда (часть 11): Первый бой // Правда : газета. — 2012. — 2 ноября (№ 121 (29895)). Архивировано 26 декабря 2015 года.
- Шахов А. Тракторозаводский щит Сталинграда (часть 12): Дни и ночи пылающего города // Правда : газета. — 2012. — 9 ноября (№ 123 (29897)). Архивировано 27 декабря 2015 года.
- Шахов А. Тракторозаводский щит Сталинграда (часть 13): "Обороняйте и город, и заводы, и Волгу!" // Правда : газета. — 2012. — 16 ноября (№ 126 (29900)). Архивировано 27 декабря 2015 года.
- Шахов А. Тракторозаводский щит Сталинграда (часть 14): Двенадцатое сентября // Правда : газета. — 2012. — 24 ноября (№ 129 (29903)). Архивировано 27 декабря 2015 года.
- Шахов А. Тракторозаводский щит Сталинграда (часть 15): На последних рубежах // Правда : газета. — 2012. — 13 ноября (№ 132 (29906)). Архивировано 27 декабря 2015 года.
- Шахов А. Тракторозаводский щит Сталинграда (часть 16): На Орловском выступе // Правда : газета. — 2012. — 7 декабря (№ 135 (29909)). Архивировано 27 декабря 2015 года.
- Шахов А. Тракторозаводский щит Сталинграда (часть 17): Тракторный — в огне // Правда : газета. — 2012. — 14 декабря (№ 138 (29912)). Архивировано 27 декабря 2015 года.
- Шахов А. Тракторозаводский щит Сталинграда (часть 18): Пять огненных недель // Правда : газета. — 2012. — 22 декабря (№ 141 (29915)). Архивировано 27 декабря 2015 года.
- Шахов А. Тракторозаводский щит Сталинграда (часть 19): В жесткой обороне // Правда : газета. — 2013. — 11 января (№ 2 (29920)). Архивировано 27 декабря 2015 года.
- Шахов А. Тракторозаводский щит Сталинграда (часть 20): Ноябрьские дни и ночи // Правда : газета. — 2013. — 18 января (№ 5 (29923)). Архивировано 27 декабря 2015 года.
- Шахов А. Тракторозаводский щит Сталинграда (часть 21): Последний бой — он трудный самый // Правда : газета. — 2013. — 26 января (№ 8 (29926)). Архивировано 27 декабря 2015 года.
- Шахов А. Тракторозаводский щит Сталинграда (часть 22): Конец обороны // Правда : газета. — 2013. — 1 февраля (№ 11 (29929)). Архивировано 27 декабря 2015 года.
- Шахов А. Тракторозаводский щит Сталинграда (часть 23): Гороховцы наступают // Правда : газета. — 2013. — 15 февраля (№ 17 (29935)). Архивировано 27 декабря 2015 года.
- Шахов А. Тракторозаводский щит Сталинграда (часть 24): Прощание с Рынко́м // Правда : газета. — 2013. — 1 марта (№ 23 (29941)). Архивировано 27 декабря 2015 года.
- Чуянов А. С.. Сталинградский дневник: (1941—1943). — Волгоград: Нижне-Волжское книжное издательство, 1979. — 384 с. — 100 000 экз.